# جائحة كورونا لعام 2020 في جزيرة الأمير إدوارد
جائحة الفيروسات التاجية لعام 2020 في جزيرة الأمير ادوارد
إن جائحة الفيروسات التاجية لعام 2020 في جزيرة الأمير إدوارد هو جزء من وباء عالمي مستمر لمرض فيروسات التاجية لعام 2019 (COVID-19)، وهو مرض معد تسببه متلازمة الالتهاب الرئوي الحاد 2 (SARS-CoV-2). تمتلك مقاطعة جزيرة الأمير إدوارد الكندية في كندا.  COVID-19 عاشر أكبر عدد من حالات
حتى 29 نيسان 2020 , اعلنت المقاطعة عن 27 حالة ايجابية و 24 حالة شفاء، وعاد 2898 اختبارا سلبيا ولا يزال قيد التحقق 28 اختبارا.

## خلفية
في 12 يناير 2020، أكدت منظمة الصحة العالمية عن ظهور فيروس كورونا المستجد كسبب للمرض التنفسي الذي أصاب مجموعة من الأشخاص في مدينة ووهان، مقاطعة خوبي، الصين، إذ أُبلغ عنهم إلى منظمة الصحة العالمية في 31 ديسمبر 2019. كانت نسبة الوفيات بين الحالات المُشخصة بكوفيد-19 أقل بكثير من جائحة فيروس سارس في عام 2003، لكن انتقال العدوى كان أكبر، والوفيات أيضًا.

## الجدول الزمني
في 14 اذار 2020، اعلنت عن أول حالة مؤكدة في جزيرة الأمير إدوارد، وهي امرأة في الخمسينات من عمرها عادت من رحلة على متن سفينة سياحية في 7 مارس.
في 16 اذار 2020، أعلن رئيس الوزراء دنيس كينغ أن مجلس الوزراء الإقليمي أعلن حالة الطوارئ الصحية العامة بموجب قانون الصحة العامة. وقد منح إعلان الطوارئ سلطات خاصة لرئيس الصحة العامة في المقاطعة، الذي سيكون قادرًا على إصدار أوامر بالامتناع عن حضور أي تجمعات عامة، ومواءمة الموارد مع الأماكن التي هم في أمس الحاجة إليها، وإدارة المستشفيات وغيرها من مرافق الرعاية الصحية وخدمات الإسعاف.
وأعلن رئيس مجلس الوزراء أيضًا أن مجلس الوزراء قد أنشأ صندوقًا للطوارئ بقيمة 25 مليون دولار، كما أنه بحث في  خيارات أخرى، مثل مراقبة سلاسل التزويد، وبحث قي تعويضات موظفي رعاية الأطفال، وتقليل الأنشطة الحكومية للحد من التفاعل مع الجمهور.
في 19 اذار، أغلقت جزيرة الأمير إدوارد مخازن الخمور والقنب.بسبب المخاوف من أن هذا يمكن أن يؤثر على أولئك الذين يعانون من متلازمة انسحاب الكحول، أعلنت المقاطعة أنها ستبدأ في إعادة فتح متاجر الخمور في 25 اذار
في 21 اذار، طُلب من جميع الوافدين الجدد إلى جزيرة الأمير إدوارد أن يعزلوا انفسهم لمدة أسبوعين، وبدأ فحص جميع المسافرين في مطار شارلوت تاون وجسر الكونفدرالية ومحطة العبارات لخدمة جزر ماجدالين من سوريس.